# Hyacinthe Antoine Pessey
Pour les articles homonymes, voir Pessey.
Hyacinthe Antoine Pessey, né à Cany le 11 septembre 1769 où il est mort le 21 mars 1839, est un auteur dramatique français.

## Biographie
Ses pièces ont été représentées au théâtre de la Gaîté et au théâtre de la Porte-Saint-Martin.
Il fut maire de Cany de 1814 à 1830. 

## Œuvres
- Crispin tout seul, scène comique, mêlée de vaudevilles, 1802
- Ortalbano, mélodrame en 3 actes, 1802
- Melzor et Zima, comédie en 1 acte et en prose, mêlée d'ariettes, 1803
- Batardin, ou l'Écrivain public de la rue de Bièvre, vaudeville en 1 acte et en prose, 1804
- Le Charivari de Charonne, tintamarre en 1 acte, mêlé de vaudevilles et de danses, imité du Désastre de Lisbonne de Jean-Nicolas Bouilly, avec Pierre Villiers, 1804
- Félime et Tangut, ou le Pied de nez, avec Villiers, 1804
- Elmonde, ou la Fille de l'hostpice, mélodrame en 3 actes, mêlé de chant et de danses, imité du roman de Ducray-Duminil, 1805
- Le Premier en date, opéra-comique en un acte sur une musique de Charles-Simon Catel, avec Marc-Antoine-Madeleine Désaugiers, théâtre de l'Opéra-Comique, 1814